# Kanton Souvigny
Kanton Souvigny (fr. Canton de Souvigny) je francouzský kanton v departementu Allier v regionu Auvergne. Tvoří ho 11 obcí.

## Obce kantonu
- Agonges
- Autry-Issards
- Besson
- Bresnay
- Chemilly
- Gipcy
- Marigny
- Meillers
- Noyant-d'Allier
- Saint-Menoux
- Souvigny